# Muddle Earth
Muddle Earth este un roman științifico-fantastic al scriitorului britanic John Brunner. A fost publicat pentru prima dată în Statele Unite de către Ballantine Del Rey Books în 1993. Romanul povestește despre un om trezit din suspensie criogenică într-un secol bizar XXIV, în care Pământul a devenit o atracție turistică.